# Amelia de Wurtemberg
Amelia Teresa Luisa Guillermina Filipina de Wurtemberg (Wallisfurth, 28 de junio de 1799-Altemburgo, 28 de noviembre de 1848) fue una duquesa de Wurtemberg por nacimiento, y por matrimonio duquesa de Sajonia-Altemburgo.

## Biografía

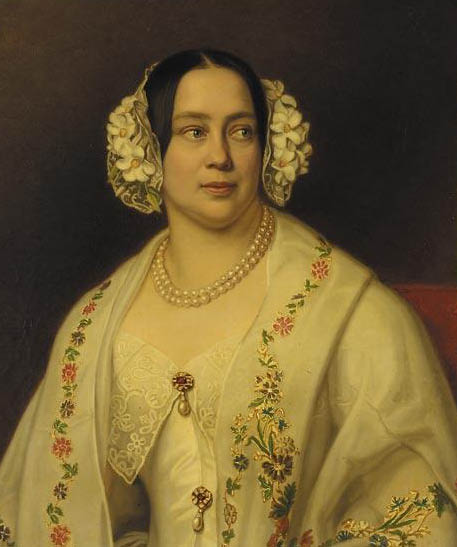
La duquesa Amelia de Sajonia-Altemburgo, por Joseph Karl Stieler, c. 1847.

Amelia era hija del duque Luis de Wurtemberg y de su segunda esposa, la princesa Enriqueta de Nassau-Weilburg. Amelia era sobrina del rey Federico I de Wurtemberg, y de la emperatriz rusa María Fiódorovna. Su religiosa e ingeniosa madre tuvo una influencia significativa en la educación de la princesa en Kirchheim unter Teck, donde Amelia creció.
El 24 de abril de 1817, Amelia se casó en Kirchheim con el príncipe heredero José de Sajonia-Altemburgo. En 1825 se convirtió en princesa hereditaria y como a todos los miembros de la Casa de Wurtemberg, el rey Guillermo I de Wurtemberg le otorgó el título de Alteza Real.
En 1819, Amelia fundó en Hildburghausen una escuela industrial para niños de padres sin recursos, un año más tarde fundó una Asociación de mujeres.
En 1826, Federico, el padre de José, se convirtió en duque de Sajonia-Altemburgo y la familia se trasladó a la nueva residencia, el Castillo de Altemburgo. Su marido sucedió a su padre en 1834 como duque de Sajonia-Altemburgo.
La duquesa fundó en 1835 en Altemburgo la Fundación Amelia para el cuidado de niños pequeños, y dos años más tarde en Kahla una instalación similar.
Amelia fue descrita como enérgica y orgullosa, lo que causó en gran parte la falta de popularidad de la pareja ducal. Esto contribuyó de manera significativa para la escalada de las operaciones durante la revolución burguesa en Altemburgo en 1848. Durante estos eventos, la duquesa murió el 28 de noviembre de 1848 a los 49 años de edad y su marido renunció dos días después a favor de su hermano, Jorge.

## Descendencia
De su matrimonio Amelia tuvo seis hijas, por lo que su marido renunció a favor de su hermano en el gobierno.
1. María (1818-1907), casada en 1843 con el rey Jorge V de Hannover (1819-1878).
2. Paulina (1819-1825).
3. Teresa (1823-1915), permaneció soltera.
4. Isabel (1826-1896), casada en 1852 con el gran duque Pedro II de Oldemburgo (1827-1900).
5. Alejandra (1830-1911), casada en 1848 con el gran duque Constantino Nikoláyevich de Rusia (1827-1892).
6. Luisa (1832-1833).

## Títulos y tratamientos
Esta tabla aún no está actualizada. Puedes contribuir aportando información sobre títulos y tratamientos de esta persona.